# Wilhelm Ziegler (General)
Friedrich August Wilhelm Ziegler (* 5. Dezember 1835 in Ballenstedt; † 17. November 1897 in Jena) war ein preußischer Generalleutnant und Kommandeur der 6. Division.

## Leben

### Herkunft
Wilhelm Ziegler war ein Sohn des Kreisphysikus, Archiater und Medizinalrates Karl Ziegler (1807–1868) und dessen Ehefrau Johanna geb. Kranz (1811–1875). Er hatte noch einen jüngeren Bruder Friedrich Adolf Heinrich (1840–1915).

### Karriere
Ziegler besuchte das Gymnasium Quedlinburg. Nach dem Abitur studierte er an der Königlichen Universität zu Greifswald und der Friedrich-Wilhelms-Universität zu Berlin Rechtswissenschaft. Am 1. April 1855 trat Ziegler als Einjährig-Freiwilliger in das Pommersche Jäger-Bataillon „Fürst Bismarck“ Nr. 2 der Preußischen Armee. Er wurde am 1. April 1856 als Unteroffizier im I. Bataillon des 24. Landwehr-Regiments zur Reserve entlassen. 1856 wurde er im Corps Pomerania Greifswald recipiert. Bei Neoborussia Berlin wurde er 1857 Corpsschleifenträger. Nach dem Examen war er zunächst als Auskulator beim Kreisgericht Neuruppin, dann beim Stadtgericht Berlin tätig. Von Ende Mai bis Anfang Juni 1858 war er zu einer Landwehrübung kommandiert und wurde im Anschluss zum Vizefeldwebel befördert. Am 7. August 1858 kam er als Sekondeleutnant zum 1. Aufgebot der Landwehrinfanterie, welches eigentlich eine fünfjährige Zugehörigkeit vorsah. Für die Dauer der Mobilmachung anlässlich des Sardinischen Krieges war er vom 17. April bis zum 15. November 1859 zur Dienstleistung beim 24. Landwehr-Regiments, welches ab Juli 1860 zum 4. Brandenburgischen Landwehr-Regiment (Nr. 24) umbenannt wurde, und am 2. Januar 1861 zur Dienstleistung zum Landwehr-Stammbataillon nach Neuruppin kommandiert.
Anschließend wurde Ziegler mit Patent vom 16. Februar 1861 in das Aktivenverhältnis der Armee übernommen, im 8. Brandenburgischen Infanterie-Regiment Nr. 64 in Prenzlau angestellt und sein Offizierspatent am 13. April 1861 auf den 11. August 1859 rückdatiert. Vom 1. Juni bis 25. Juli 1861 war Ziegler zum 1. Brandenburgischen Pionier-Bataillon Nr. 3 kommandiert. Am 1. Januar 1863 folgte seine Ernennung zum Adjutanten und untersuchungsführenden Offizier im I. Bataillon beim Infanterie-Regiment Nr. 64. Während des Deutsch-Dänischen Krieges nahm Ziegler 1864 an den Kämpfen bei Büffelkoppel und Wilhoi sowie dem Sturm auf die Düppeler Schanzen teil und wurde beim Übergang nach Alsen durch einen Schuss in den linken Oberschenkel verwundet. Für seine Teilnahme an dem Feldzug erhielt er am 14. August 1864 den Roten Adlerorden IV. Klasse mit Schwertern.
Nach dem Krieg wurde er am 11. Oktober 1864 als Adjutant zur 10. Infanterie-Brigade kommandiert und Mitte Juli 1865 zum Premierleutnant befördert. Während des Krieges gegen Österreich kämpfte Ziegler 1866 bei Gitschin und Königgrätz und erhielt den Kronen-Orden IV. Klasse mit Schwertern. Unter Belassung in seiner Stellung wurde er nach dem Krieg am 30. Oktober 1866 mit Patent vom 23. Mai 1864 in das Infanterie-Regiment Nr. 78 versetzt. Dort avancierte er 9. Januar 1868 zum Hauptmann und Kompaniechef.
Während des Krieges gegen Frankreich wurde Ziegler am 18. Juli 1870 als Generalstabsoffizier zu Generalleutnant August von Werder kommandiert und nahm in dieser Eigenschaft u. a. an den Kämpfen bei Wörth, am Ognon und bei Villersexel sowie der Belagerung von Straßburg teil. Für sein Wirken erhielt er am 5. Oktober 1870 das Eiserne Kreuz II. Klasse sowie das Komturkreuz des Bayerischen Militärverdienstordens und des Ordens der Württembergischen Krone.
Ziegler wurde am 12. März 1871 dem Generalstab der Armee aggregiert und zum Generalstab der 12. Division in Neiße kommandiert. Am 9. Mai 1871 erfolgte seine formale Versetzung in diesen Generalstab und er erhielt am 20. Juni des gleichen Jahres das Eiserne Kreuz I. Klasse verliehen. Am 1. Juli 1873 zum Major befördert, kam er am 21. Januar 1875 in den Generalstab des VII. Armee-Korps nach Münster. Während der Herbstmanöver im Jahr 1878 war er zur Führung des Füsilier-Bataillons im 7. Westfälischen Infanterie-Regiment Nr. 56 abkommandiert. Am 29. April 1879 erfolgte seine Versetzung in den Großen Generalstab und seine Kommandierung in das Kriegsministerium. Dort wurde er am 1. November 1879 zum Chef der Armeeabteilung ernannt und stieg bis Mitte April 1884 zum Oberst auf.
Mit der Ernennung zum Kommandeur des 6. Pommerschen Infanterie-Regiments Nr. 49 trat Ziegler am 12. Juli 1884 wieder in den Truppendienst zurück. 1887 musste er aufgrund eines Unterleibsleidens eine Kur in Karlsbad durchführen, sodass er sein Kommando abgab. Daher wurde er am 17. September 1887 mit der Erlaubnis zum Tragen der bisherigen Regimentsuniform zu den Offizieren von der Armee versetzt. Unter Stellung à la suite seines Regiments war er bis zur vollständigen Genesung vom 17. Januar bis zum 3. August 1888 Kommandant von Straßburg und anschließend als Generalmajor Kommandeur der 57. Infanterie-Brigade in Freiburg im Breisgau. Daran schloss sich am 24. März 1890 eine Verwendung als Inspekteur der Landwehr-Inspektion in Berlin an. Am 20. September 1890 beauftragte man ihn zunächst mit der Führung der 6. Division in Brandenburg an der Havel und ernannte ihn am 18. November 1890 als Generalleutnant zum Kommandeur dieses Großverbandes. Anlässlich des Ordensfestes erhielt Ziegler im Januar 1892 den Stern zum Roten Adlerorden II. Klasse mit Eichenlaub und Schwertern am Ringe und wurde am 17. Mai 1892 mit Pension zur Disposition gestellt.
Nach seiner Verabschiedung würdigte ihn Wilhelm II. (als König von Preußen) am 22. März 1897 durch die Verleihung des Kronen-Ordens I. Klasse mit Schwertern. Er starb wenige Monate später kurz vor dem 62. Geburtstag in Jena.

### Familie
Ziegler heiratete am 18. Mai 1878 in Münster Anna Freiin von Neukirchen genannt von Nyvenheim (1853–1932).